# Блаффтон (Індіана)
Блаффтон (англ. Bluffton) — місто (англ. city) в США, в окрузі Веллс штату Індіана. Населення — 10 308 осіб (2020).

## Географія
Блаффтон розташований за координатами 40°44′37″ пн. ш. 85°10′20″ зх. д. / 40.74361° пн. ш. 85.17222° зх. д. (40.743479, -85.172111).  За даними Бюро перепису населення США в 2010 році місто мало площу 21,65 км², з яких 21,32 км² — суходіл та 0,33 км² — водойми.

## Демографія
Згідно з переписом 2010 року, у місті мешкало 9897 осіб у 4112 домогосподарствах у складі 2585 родин. Густота населення становила 457 осіб/км².  Було 4532 помешкання (209/км²).
Расовий склад населення:
| - 96,0 % — білих - 0,7 % — чорних або афроамериканців - 0,5 % — азіатів - 0,4 % — корінних американців - 1,3 % — осіб інших рас |

До двох чи більше рас належало 1,1 %. Частка іспаномовних становила 3,3 % від усіх жителів.
За віковим діапазоном населення розподілялося таким чином: 24,6 % — особи молодші 18 років, 58,5 % — особи у віці 18—64 років, 16,9 % — особи у віці 65 років та старші. Медіана віку мешканця становила 38,3 року. На 100 осіб жіночої статі у місті припадало 92,3 чоловіків;  на 100 жінок у віці від 18 років та старших — 87,9 чоловіків також старших 18 років.
Середній дохід на одне домашнє господарство  становив 50 010 доларів США (медіана — 40 692), а середній дохід на одну сім'ю — 58 519 доларів (медіана — 50 564). Медіана доходів становила 37 344 долари для чоловіків та 28 024 долари для жінок. За межею бідності перебувало 17,0 % осіб, у тому числі 25,8 % дітей у віці до 18 років та 12,4 % осіб у віці 65 років та старших.
Цивільне працевлаштоване населення становило 4388 осіб. Основні галузі зайнятості: виробництво — 23,5 %, освіта, охорона здоров'я та соціальна допомога — 19,4 %, роздрібна торгівля — 12,4 %, транспорт — 7,3 %.